# Cầu thủ Serie A xuất sắc nhất năm
Cầu thủ Serie A xuất sắc nhất năm là giải thưởng hàng năm, được Hiệp hội cầu thủ Ý trao cho cầu thủ Ý xuất sắc nhất trong một mùa bóng ở Serie A. Đây là một phần của giải thưởng Oscar del Calcio.

## Cầu thủ đoạt giải
| Năm  | Cầu thủ              | Câu lạc bộ             |
| ---- | -------------------- | ---------------------- |
| 1997 | Roberto Mancini      | Sampdoria / Lazio      |
| 1998 | Alessandro Del Piero | Juventus               |
| 1999 | Christian Vieri      | S.S. Lazio             |
| 2000 | Francesco Totti      | Roma                   |
| 2001 | Francesco Totti      | Roma                   |
| 2002 | Christian Vieri      | Inter Milan            |
| 2003 | Francesco Totti      | Roma                   |
| 2004 | Francesco Totti      | Roma                   |
| 2005 | Alberto Gilardino    | Parma / AC Milan       |
| 2006 | Fabio Cannavaro      | Juventus / Real Madrid |
| 2007 | Francesco Totti      | Roma                   |
| 2008 | Alessandro Del Piero | Juventus               |
| 2009 | Daniele De Rossi     | Roma                   |
| 2010 | Antonio Di Natale    | Udinese                |